# Bertrand de Billy
Bertrand de Billy (nacido en 1965 en París), es un director de orquesta francés i suizo. 
Entre 1996 y 1998, de Billy fue primer director de la Volksoper de Viena. Entre 1999 y 2004, fue director musical del Gran Teatro del Liceo de Barcelona. Desde septiembre de 2002, de Billy es director principal de la Orquesta Sinfónica de la Radio de Viena.